# Kalman Bar
Kalman Meir Bar (* 24. Dezember 1957 in Tel Aviv) ist der aschkenasische Oberrabbiner Israels seit November 2024. Er wurde nach einer Stichwahl mit 77 von 140 Stimmen zum Nachfolger von David Lau gewählt.

## Leben
Bar stammt aus einer ultraorthodoxen Familie, diente aber auch in der israelischen Armee. Vor seiner Wahl zum Oberrabbiner war er Rabbiner von Netanja, wo er unter anderem das „Behidur Kashrut“-System innerhalb der örtlichen Kaschrut-Überwachung etablierte. Seine Wahl wurde von der ultraorthodoxen Partei Degel HaTorah und weiteren führenden Rabbinern unterstützt.
Die Wahl zum Oberrabbiner war von Verzögerungen und internen Streitigkeiten geprägt, unter anderem wegen Vorwürfen der Vetternwirtschaft und Diskussionen über die Rolle von Frauen im Wahlgremium. Das israelische Oberste Gericht ordnete schließlich die Durchführung der Wahl an.
Als Oberrabbiner ist Bar zusammen mit dem sephardischen Oberrabbiner David Josef für die Leitung der staatlichen Rabbinatsbehörde zuständig, die unter anderem die landesweite Kaschrut-Überwachung und das rabbinische Gerichtswesen verwaltet. Die Amtszeit beträgt zehn Jahre.
Bar wird als Brückenbauer zwischen den ultraorthodoxen und religiös-zionistischen Gemeinschaften wahrgenommen, da er Unterstützung aus beiden Lagern erhielt. Seine Amtsübernahme fand am 4. November 2024 in einer Zeremonie im Beit HaNassi (Präsidentenpalast) statt.